# Vladimir Kazantsev
Pour les articles homonymes, voir Kazantsev.
Vladimir Dmitriyevich Kazantsev  (russe : Владимир Дмитриевич Казанцев ; né le 6 janvier 1923 à Alekseyevka et mort le 22 novembre 2007 à Moscou) est un athlète russe, spécialiste du 3 000 mètres steeple.

## Carrière
Concourant sous les couleurs de l'URSS, il remporte la médaille d'argent du 3 000 m steeple lors des Jeux olympiques de 1952, à Helsinki, s'inclinant avec le temps de 8 min 51 s 6 face à l'Américain Horace Ashenfelter. 

### Palmarès
| Date | Compétition     | Lieu     | Résultat | Épreuve         |
| ---- | --------------- | -------- | -------- | --------------- |
| 1952 | Jeux olympiques | Helsinki | 2e       | 3 000 m steeple |

### Records
| Épreuve         | Performance  | Lieu | Date |
| --------------- | ------------ | ---- | ---- |
| 3 000 m steeple | 8 min 48 s 6 |      | 1952 |